# خوان مانوئل مارکیز
خوان مانوئل مارکیز مندز (به اسپانیایی: Juan Manuel Márquez Méndez) (متولد ۲۳اگوست ۱۹۷۳) مشت زن (بوکسر) حرفه‌ای مکزیکی است که تا کنون ۷ بار قهرمان جهان در چهار ردهٔ وزنی متفاوت شده‌است. دلیل معروف شدن مارکیز بیشتر به خاطر سریع بودن و تکنیکی بودن او در مبارزه است. مارکیز تا کنون از ۶۴ مبارزهٔ حرفه‌ای خود ۵۶ بازی را برنده شده که ۴۰ تای آنها با ضربه فنی (ناک اوت) بوده‌است ۷ باخت و ۱ بازی بدون نتیجه حاصل کار این مشت زن در مسابقات حرفه‌ای می‌باشد. او تا کنون چهار بار با مانی پاکیائو مبارزه کرده که از این چهار بازی ۲ باخت و ۱ مساوی و ۱ برد برای او به همراه داشته‌است. مارکیز یکی از بهترین مشت زنهای تاریخ می‌باشد که از نظیر سرعت و تکنیک کم‌نظیر است.

## زندگی شخصی
خوان مانوئل مارکیز در یک محله فقیرنشین و خطرناک بنام ایزتاکالچو در مکزیکو سیتی به دنیا آمد. اغلب دوستان او به دلیل خشونت افراد بزهکار در آن محله در سنین جوانی کشته شدند. او به درس خواندن علاقه داشت و نمرات خوبی را کسب کرد و در کنار تحصیل به ورزش بوکس روی آورد.
او تحصیلات خود را تمام کرد و در چندین شرکت دولتی به عنوان حسابدار مشغول به کار شد و از همان موقع به‌طور جدی و حرفه ای بوکس را دنبال کرد.
او دارای دو فرزند پسر و یک دختر می‌باشد.